# División de Honor Juvenil de Fútbol
La División de Honor Juvenil de Fútbol è il maggior campionato spagnolo di calcio giovanile, generalmente riservato ai club professionistici nazionali.
Il campionato si basa su sette gironi da 16 squadre, con retrocessione delle ultime classificate.
Le vincitrici e la migliore seconda giocano le finali, chiamate Copa de Campeones de Juvenil, in cui è in palio il titolo e un posto nella UEFA Youth League.